# Sfenocoroană
În geometrie sfenocoroana este unul dintre poliedrele Johnson (J86). Este unul dintre poliedrele elementare Johnson care nu se pot obține prin „tăiere și lipire” ale poliedrelor platonice sau arhimedice. Având 14 fețe, este un tetradecaedru.
Johnson folosește prefixul sfeno- pentru a se referi la un complex asemănător unei pene format din două lunule adiacente (o lunulă fiind un pătrat cu triunghiuri echilaterale atașate pe laturile opuse). De asemenea, sufixul -coroană se referă la un complex în formă de coroană, format din 8 triunghiuri echilaterale. Unirea ambelor complexe produce sfenocoroana.

## Mărimi asociate

### Coordonate carteziene
Fie k ≈ 0,85273 cea mai mică rădăcină pozitivă a polinomului de gradul patru:
{\displaystyle 60x^{4}-48x^{3}-100x^{2}+56x+23.}
Atunci, coordonatele carteziene ale unei sfenocoroane cu lungimea laturilor egală cu 2 sunt date de reuniunea orbitelor punctelor
{\displaystyle \left(0,1,2{\sqrt {1-k^{2}}}\right),\,(2k,1,0),\left(0,1+{\frac {\sqrt {3-4k^{2}}}{\sqrt {1-k^{2}}}},{\frac {1-2k^{2}}{\sqrt {1-k^{2}}}}\right),\,\left(1,0,-{\sqrt {2+4k-4k^{2}}}\right)}
sub acțiunea grupului de simetrie generat de reflexiile față de planele xz și yz.

### Arie și volum
Aria suprafeței unei sfenocoroane cu laturile de lungime a se poate calcula cu relația:
{\displaystyle A=\left(2+3{\sqrt {3}}\right)a^{2}\approx 7,196152\,a^{2},}
iar volumul cu:
{\displaystyle V={\frac {1}{2}}{\sqrt {1+3{\sqrt {\frac {3}{2}}}+{\sqrt {13+3{\sqrt {6}}}}}}\,a^{3}\approx 1,515352\,a^{3}.}

## Diverse

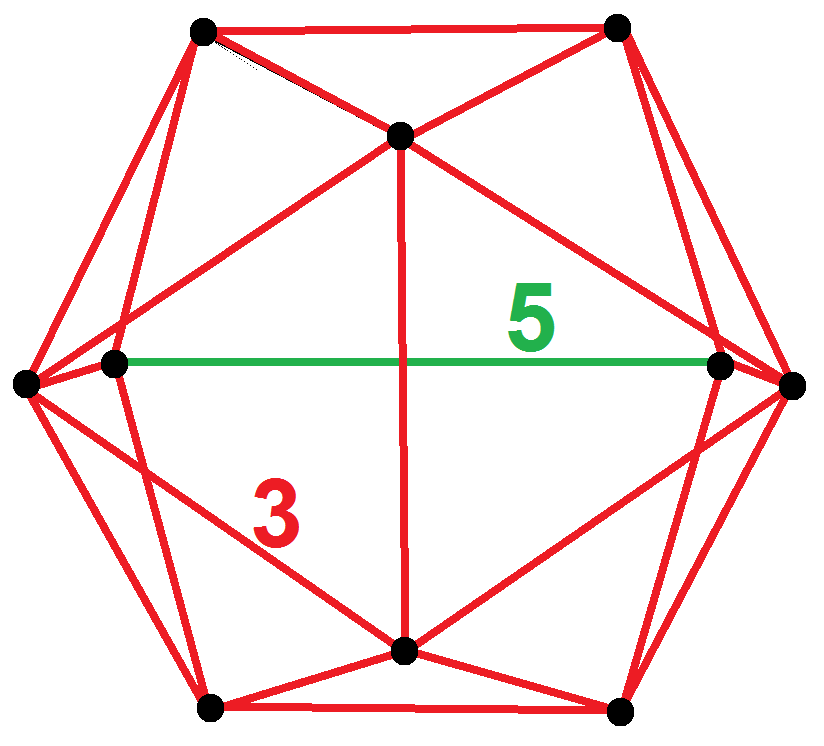
Ca figură a vârfului a marii antiprisme

Sfenocoroana este figura vârfului antiprismoidelor duble n-gonale izogonale, unde n este un număr impar mai mare ca 1, inclusiv marea antiprismă. De notat că aceste antiprismoide au mai degrabă fețe trapezoidale, nu pătrate.